# ایدن شر
 ایدن شر (انگلیسی: Eden Sher؛ زادهٔ ۲۶ دسامبر ۱۹۹۱) یک هنرپیشه اهل ایالات متحده آمریکا است.